# Крутые Луки
Крутые Луки — деревня в Калачинском районе Омской области России. В составе Глуховского сельского поселения.

## История
В 1928 г. село Крутые Луки состояло из 263 хозяйств, основное население — русские. Центр Крутолученского сельсовета Калачинского района Омского округа Сибирского края.

## Население
| 2002 | 2010 |
| ---- | ---- |
| 108  | ↘83  |